# グアニル酸シクラーゼ
グアニル酸シクラーゼ（グアニルさんシクラーゼ、英: guanylate cyclase、EC 4.6.1.2、グアニリルシクラーゼとも）はGTPを3',5'-環状GMP(cGMP)とピロリン酸への変換を触媒する酵素、リアーゼである。cGMPはセカンドメッセンジャーと呼ばれ、シグナル伝達の重要な分子である。

## 反応
この酵素はグアノシン三リン酸(GTP)を3',5'-環状GMP(cGMP)とピロリン酸への変換を触媒する。

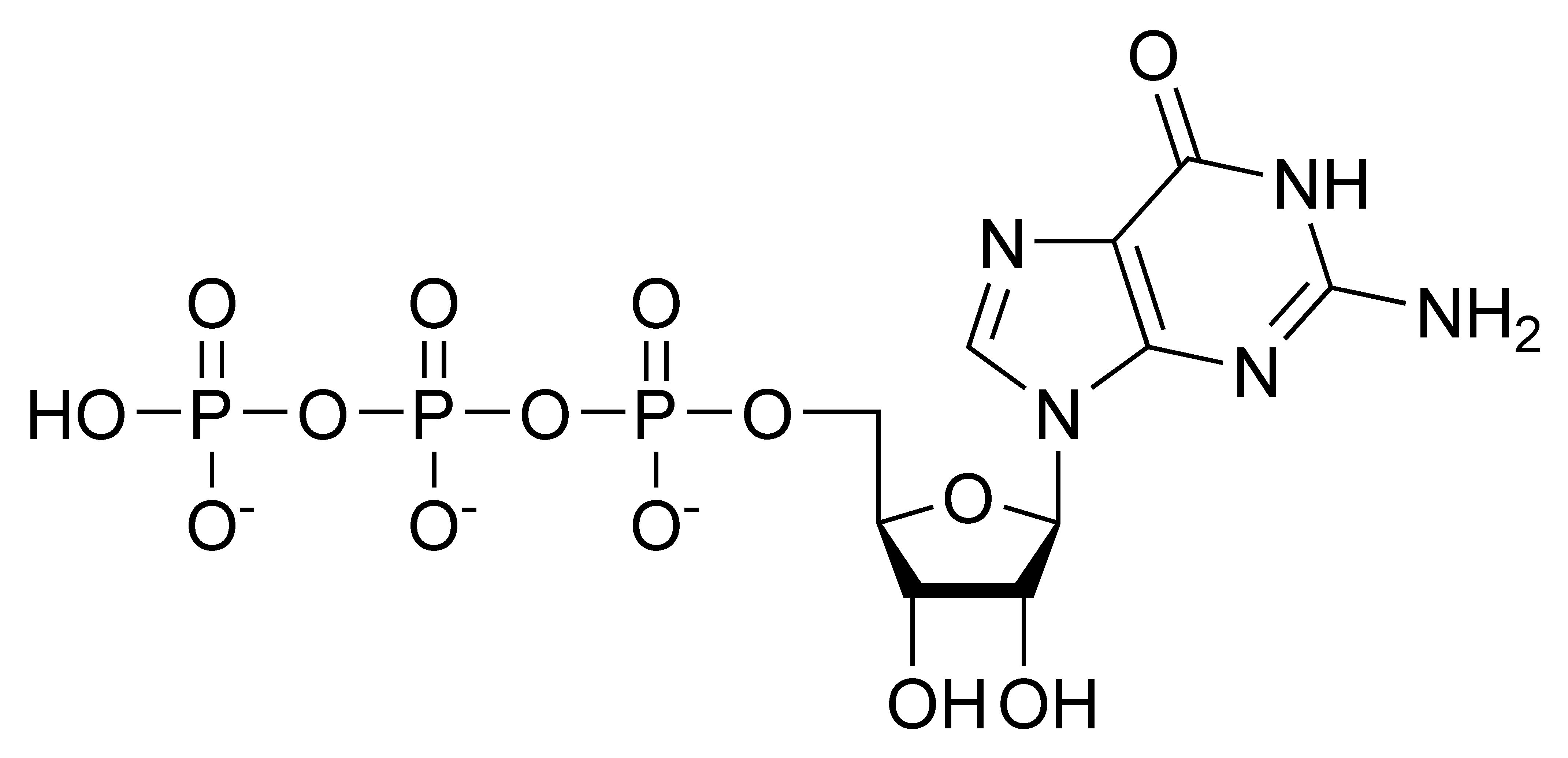
GTP
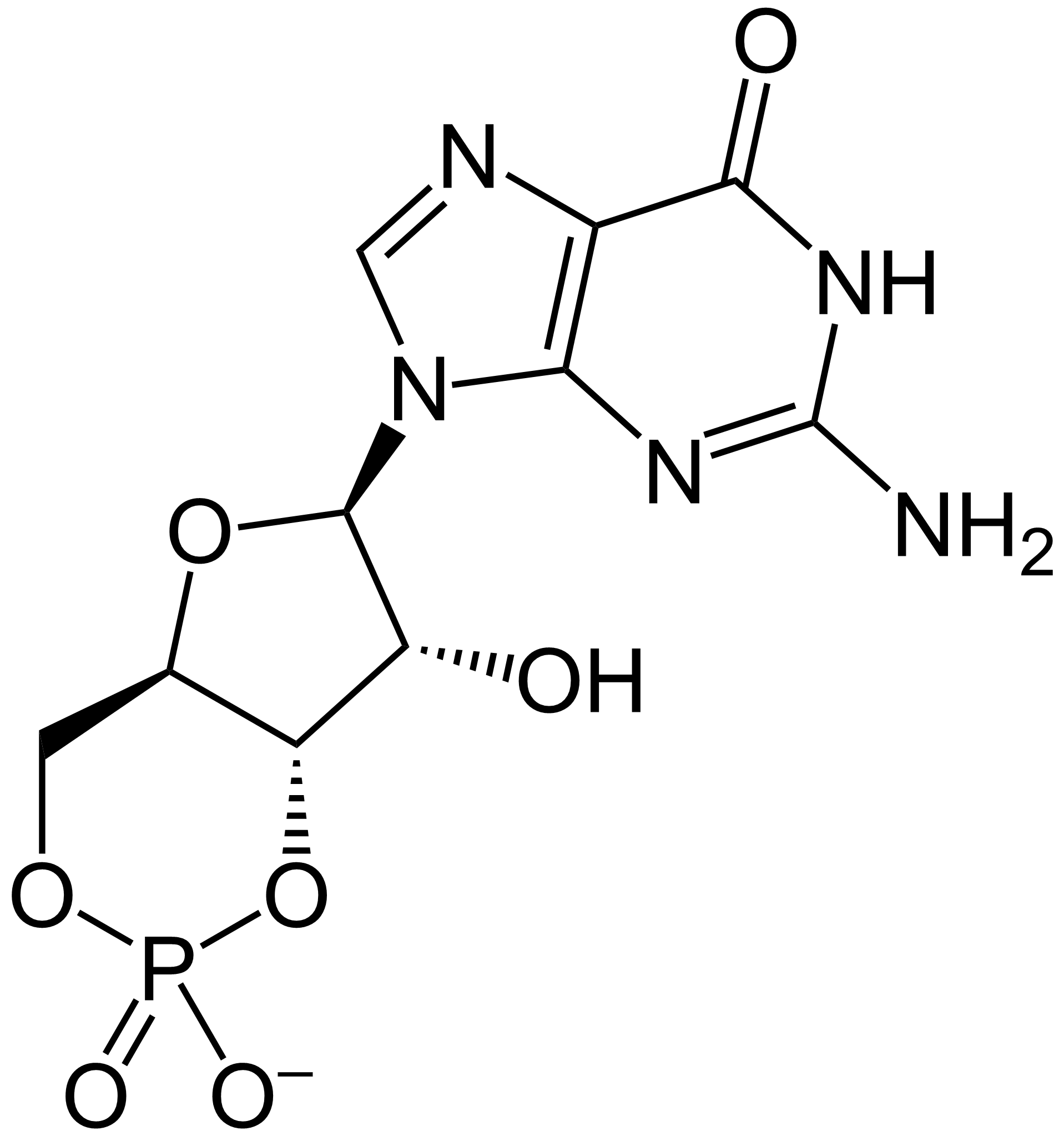
cGMP

## タイプ
膜結合型（タイプ1）と可溶性型（タイプ2）がある。

### 膜結合型
膜結合性グアニル酸シクラーゼは膜を1回貫通するタンパク質で、ANP受容体としてはたらく（一方、アデニル酸シクラーゼは膜を12回貫通するタンパク質である）。
- GC-AとGC-Bは心房性ナトリウム利尿ペプチド（ANP）やその他のナトリウム利尿ペプチドの受容体。
- GC-Cは腸分泌ホルモンであるグアニリンや大腸菌のエンテロトキシンの受容体である。
- GC-Dはレーバー先天性黒内障の原因遺伝子。

### 可溶性型
可溶性グアニル酸シクラーゼ(sGC)は一酸化窒素(NO)の受容体である。

### 構造
sGCは1個のαサブユニットと1個のβサブユニットからなるヘテロダイマーである。

### 調節
NOはsGCの活性を400倍も増加させる。

## 機能
cGMPはホスホジエステラーゼによって分解される。